# Calobata plagiata
Calobata plagiata är en tvåvingeart som först beskrevs av Walker 1861.  Calobata plagiata ingår i släktet Calobata och familjen skridflugor. Inga underarter finns listade i Catalogue of Life.